# سيريل-هكتور-أوكتاف كوتيه
سيريل-هكتور-أوكتاف كوتيه هو سياسي كندي، ولد في 1 سبتمبر 1809، وتوفي في 4 أكتوبر 1850. انتخب Member of the  Legislative Assembly of Lower Canada ‏.